# Crazy Town
Crazy Town er en rap rock-gruppe fra USA. Gruppen blev dannet i 1995 af Bret Mazur og Seth Binzer. De er mest kendt for deres hit-single fra 2000, "Butterfly".

## Diskografi
- The Gift of Game (1999)
- Darkhorse (2002)
- The Brimstone Sluggers (2015)